# U18-Världsmästerskapet i ishockey för herrar 2010
U18-Världsmästerskapet i ishockey 2010 är en världsmästerskapsturnering öppen för manliga ishockeyspelare under 18 år. Turneringen är uppdelad på fyra divisioner. Topp-divisionen, med tio lag, spelar sina matcher i Minsk och Babruysk, Vitryssland. spelades i  Minsk Sportpalats i Minsk och Babruysk Arena i Babruys.

## Toppdivisionen

### Gruppspel
|  | Plac. 1: Lagen kvalificerade för semifinal           |
|  | Placering 2 o 3: Lagen kvalificerade för kvartsfinal |
|  | Placering 4 o 5: Lagen spelar i nedflyttningsrundan  |

#### Grupp A
| Lag         | SM | V | VÖ | FÖ | F | GM | IM | MS  | PNG |
| ----------- | -- | - | -- | -- | - | -- | -- | --- | --- |
| Sverige     | 4  | 4 | 0  | 0  | 0 | 26 | 8  | 18  | 12  |
| USA         | 4  | 3 | 0  | 0  | 1 | 18 | 6  | 12  | 9   |
| Schweiz     | 4  | 2 | 0  | 0  | 2 | 9  | 18 | -9  | 6   |
| Kanada      | 4  | 1 | 0  | 0  | 3 | 16 | 16 | 0   | 3   |
| Vitryssland | 4  | 0 | 0  | 0  | 4 | 6  | 28 | -22 | 0   |

##### Matcher
Matcherna i grupp A spelas i Bobruisk, Vitryssland, mellan 13 och 18 april 2010.
Alla tider är lokala.
| 13 april 2010 15:00 | Kanada | 1 − 3 (0−2, 1−0, 0−1) | Schweiz | Bobruisk Arena |

|  |                       | Matchsummering |                                                                                            | Åskådare: 2100                      |                                     |
|  | 29:41 - Howden (Weal) |                | 9:38 - Hofmann (Trutmann) 17:33 - Guerra (Trutmann) (PP) 59:55 - Vermin (Kukan, Haas) (EN) | Domare: Antti Boman Viktor Gashilov | Domare: Antti Boman Viktor Gashilov |

| 13 april 2010 19:00 | Sverige | 4 − 2 (0−1, 1−1, 3−0) | USA | Bobruisk Arena |

|  | | Matchsummering |                                                        | Åskådare: 4100                     |                                    |
|  | 33:32 - Larsson (Berglind (PP) 46:29 - Snall (Friberg) 49:14 - Larsson (Granberg) 59:41 - Larsson (Rensfeldt) (EN) |                | 3:36 - Balisy (Nieto, Faulk) (PP) 22:24 - Saad (Johns) | Domare: Martin Frano Sami Partanen | Domare: Martin Frano Sami Partanen |

| 14 april 2010 15:30 | Schweiz | 1 − 5 (1−1, 0−2, 0−2) | USA | Bobruisk Arena |

|  |                          | Matchsummering | | Åskådare: 2700                    |                                   |
|  | 11:58 - Hofmann (Sutter) |                | 12:25 - Czarnik (Grimaldi, Moffatt) 24:01 - Czarnik (Clendening, Campbell) 39:46 - Arnold (Faulk, Rust) 48:41 - Clendening (Grimaldi) 52:03 - Zucker (Shore, Clendening) | Domare: Josef Kubus Eduards Odins | Domare: Josef Kubus Eduards Odins |

| 14 april 2010 19:00 | Sverige | 7 − 0 (0−0, 5−0, 2−0) | Vitryssland | Bobruisk Arena |

|  | | Matchsummering |  | Åskådare: 6200                      |                                     |
|  | 20:56 - Rensfeldt (Friberg, J. Larsson) (PP) 23:59 - Rensfeldt (Mannberg, J. Larsson) 31:08 - A. Larsson (Rensfeldt, Berglind) (PP) 33:49 - Friberg (Berglind, Rensfeldt) (PP) 35:29 - J. Larsson 40:52 - J. Larsson (Berglind, A. Larsson) (PP) 44:36 - Thorell (Ottosson, Pettersson) |                |  | Domare: Antti Boman Viktor Gashilov | Domare: Antti Boman Viktor Gashilov |

| 15 april 2010 19:00 | Vitryssland | 3 − 11 (1−4, 2−2, 0−5) | Kanada | Bobruisk Arena |

|  |                                                                                                | Matchsummering | | Åskådare: 7000                   |                                  |
|  | 13:02 - Levsha 20:24 - Kardashev (Lemachko, Lopachuk) (PP2) 24:22 - Zhevlochenko (Leonov) (PP) |                | 3:31 - Connolly 5:00 - McFarland (Weal, McKegg) 5:24 - O'Connor (Desjardins, Reinhart) 14:26 - Howden (Buekeboom) (SH) 28:12 - McFarland (O'Connor) (PP) 34:39 - O'Connor (McKegg) (PP) 42:55 - Bournival (Silas) 44:39 - McKegg (PP) 45:01 - Spooner (Schemtisch, Hamilton) 52:08 - Weal (SH) 56:24 - McFarland (Weal, McKegg) | Domare: Martin Frano Jozef Kubus | Domare: Martin Frano Jozef Kubus |

| 16 april 2010 15:30 | Schweiz | 2 − 10 (0−2, 1−4, 1−4) | Sverige | Bobruisk Arena |

|  |                                                                    | Matchsummering | | Åskådare: 2000                     |                                    |
|  | 22:40 - Lammer (Kuonen, Leu) 44:59 - Martschini (Sutter, Bartschi) |                | 10:22 - Vestin (Snall) 13:58 - Larsson (Mannberg, Berglind) 23:21 - Friberg (Larsson) 29:33 - Vestin (Larsson) 30:11 - Rensfeldt (Mannberg) 35:39 - Rask (Nermark) 44:13 - Larsson (Rensfeldt, Brodin) (PP) 48:06 - Thorell (Nordstrom, Mannberg) 53:51 - Thorell (Nordstrom, Claesson) 54:11 - Snall (Rensfeldt, Larsson) | Domare: Martin Frano Eduards Odins | Domare: Martin Frano Eduards Odins |

| 16 april 2010 19:00 | USA | 5 − 0 (3−0, 1−0, 1−0) | Kanada | Bobruisk Arena |

|  | | Matchsummering |  | Åskådare: 4500                    |                                   |
|  | 5:35 - Zucker (Saad, Shore) 6:58 - Rust (Balisy, Merrill) (PP) 17:09 - Zucker (Clendening) (PP) 37:08 - Watson (Brickley) 46:02 - Rust (Arnold, Nieto) |                |  | Domare: Antti Boman Sami Partanen | Domare: Antti Boman Sami Partanen |

| 17 april 2010 19:00 | Vitryssland | 2 − 3 (0−2, 1−0, 1−1) | Schweiz | Bobruisk Arena |

|  |                                                                            | Matchsummering | | Åskådare: 6500                      |                                     |
|  | 23:34 - Gavrus (Lopachuk, Leonov) (PP) 42:56 - Lopachuk (Parfeyevets) <PP) |                | 10:41 - Guerra (Trutmann, Andrighetto) 19:01 - Bartschi (Trutmann) (PP) 58:28 - Hachler (Vermin, Andrighetto) | Domare: Viktor Gashilov Jozef Kubus | Domare: Viktor Gashilov Jozef Kubus |

| 18 april 2010 15:30 | Kanada | 4 − 5 (0−2, 0−2, 4−1) | Sverige | Bobruisk Arena |

|  | | Matchsummering | | Åskådare: 3500                     |                                    |
|  | 42:02 - O'Connor (Silas, McKegg) 44:58 - Thomas (McKegg, Shipley) 54:37 - Hamilton (Howden) 58:13 - Howden (Hamilton, Weal) |                | 4:07 - Rask (Nermark) 10:54 - Vestin (Berglind, Friberg) (PP) 29:11 - Rensefeldt (Nemeth) 39:45 - Granlund (Nemeth, Rask) (PP) 46:15 - Granlund (Rask, Nermark) | Domare: Martin Frano Eduards Odins | Domare: Martin Frano Eduards Odins |

| 18 april 2010 19:00 | USA | 7 − 1 (2−0, 3−1, 2−0) | Vitryssland | Bobruisk Arena |

|  | | Matchsummering |                                                | Åskådare: 7000                    |                                   |
|  | 17:50 - Saad (Zucker, Shore) 19:46 - Watson (Brickley, Johns) 24:31 - Grimaldi (Johns) 27:54 - Clendening (Saad) 34:29 - Moffatt (Tinordi, Grimaldi) 40:52 - Rust (Shore) (PP) 44:39 - Zucker (Grimaldi, Clendening) (PP) |                | 35:32 - Abmiotka (Zhevlochenko, Lopachuk) (PP) | Domare: Antti Boman Sami Partanen | Domare: Antti Boman Sami Partanen |

#### Grupp B
| Lag       | SM | V | VÖ | FÖ | F | GM | IM | MS  | PNG |
| --------- | -- | - | -- | -- | - | -- | -- | --- | --- |
| Finland   | 4  | 3 | 1  | 0  | 0 | 21 | 11 | 10  | 11  |
| Ryssland  | 4  | 3 | 0  | 0  | 1 | 20 | 7  | 13  | 9   |
| Tjeckien  | 4  | 2 | 0  | 1  | 1 | 13 | 15 | -2  | 7   |
| Slovakien | 4  | 1 | 0  | 0  | 3 | 10 | 15 | -5  | 3   |
| Lettland  | 4  | 0 | 0  | 0  | 4 | 9  | 25 | -16 | 0   |

##### Matcher
Grupp B:s matcher spelas i Minsk, Vitryssland, mellan den 13 och 18 april 2010.
Alla tider är lokala.
| 13 april 2010 15:00 | Finland | 7 − 2 (2−1, 4−1, 1−0) | Lettland | Minsk Palace |

|  | | Matchsummering |                                                                       | Åskådare: 450                     |                                   |
|  | 6:25 - Pulkkinen (Donskoi, Granlund) 15:46 - Salmivirta (Rautianinen, Partanen) 24:02 - Pulkkinen (Granlund) (PP) 35:13 - Rautiainen (Granlund, Partanen) 36:36 - Hakanpaa (Pulkkinen, Vakiparta) (PP) 39:53 - Hovinen (Pulkkinen, Granlund) (PP2) 57:27 - Teppo (Partanen, Granlund) (PP2) |                | 13:51 - Kolesnikovs (Nimanis) (PP2) 38:47 - Dilveka (Kuzmenkovs) (SH) | Domare: Maxim Sidorenko Pat Smith | Domare: Maxim Sidorenko Pat Smith |

| 13 april 2010 19:00 | Tjeckien | 1 − 4 (0−1, 1−1, 0−2) | Ryssland | Minsk Palace |

|  |                                   | Matchsummering | | Åskådare: 2300                      |                                     |
|  | 39:10 - Vachovec (Jank, Frk) (PP) |                | 7:01 - Barbashev (Berdnikov) 29:45 - Shalunov (Kartayev, Berdnikov) 48:49 - Antipin (Shalunov, Stepanov) (PP2) 57:00 - Namestnikov (Kuznetsov, Barbashev) | Domare: Stephan Bauer Pehr Claesson | Domare: Stephan Bauer Pehr Claesson |

| 14 april 2010 15:30 | Lettland | 0 − 9 (0−2, 0−4, 0−3) | Ryssland | Minsk Palace |

|  |  | Matchsummering | | Åskådare: 2000                      |                                     |
|  |  |                | 5:09 - Nesterov (Arzamastsev) (PP) 7:32 - Namestnikov (Barbarshev) 20:29 - Kuznetsov (Gurkin, Barbashev) 22:23 - Namestnikov (Arzamastsev, Barbashev) 25:51 - Namestnikov (Galimov) 33:17 - Zheldakov (Namestnikov) (PP) 40:23 - Kuznetsov (Barbashev) 43:42 - Kuznetsov (Stepanov) 57:49 - Shalunov | Domare: Scott Bokal Richard Schuetz | Domare: Scott Bokal Richard Schuetz |

| 14 april 2010 19:00 | Tjeckien | 4 − 3 (1−0, 2−0, 1−3) | Slovakien | Minsk Palace |

|  | | Matchsummering |                                                                                              | Åskådare: 2600                    |                                   |
|  | 19:46 - Vachovec (Holik, Frk) (PP2) 21:37 - Zamorsky (Frk, Jank) 27:46 - Frk 55:49 - Uher (Zamorsky, Dvoracek) |                | 54:05 - Mraz (Roznik, Tvrdon) (PP) 56:15 - Simcak (Toman) 59:55 - Simcak (Mraz, Bondra) (PP) | Domare: Maxim Sidorenko Pat Smith | Domare: Maxim Sidorenko Pat Smith |

| 15 april 2010 19:00 | Slovakien | 2 − 5 (0−1, 2−1, 0−3) | Finland | Minsk Palace |

|  |                                                               | Matchsummering | | Åskådare: 2500                        |                                       |
|  | 32:47 - Cingel (Simcak, Toman) 37:46 - Murcek (Daras, Roznik) |                | 9:46 - Granlund (Donskoi, Pulkkinen) 39:17 - Pulkkinen (Makinen, Donskoi) (PP) 47:23 - Pulkkinen (Granlund) 56:41 - Paajanen (Asten, Hamalainen) 59:46 - Granlund (Donskoi, Pulkkinen) | Domare: Pehr Claesson Richard Schuetz | Domare: Pehr Claesson Richard Schuetz |

| 16 april 2010 15:30 | Lettland | 4 − 5 (0−1, 1−2, 3−2) | Tjeckien | Minsk Palace |

|  | | Matchsummering | | Åskådare: 2500                        |                                       |
|  | 25:20 - Pelss (Dilevka, Freibergs) 45:45 - Dilevka (Dasutins, Kuzmenkovs) (PP) 52:58 - Dilevka (Kuzmenkovs, Siksna) 57:53 - Straupe (Kolesnikovs) |                | 15:56 - Holik (Filippi, Frk) 22:17 - Holik (Frk, Zovinec) 32:01 - Holik (Vachovec) (PP) 41:08 - Sekac (Lenoch) 54:14 - Hantak (Uher, Dvoracek) | Domare: Stephan Bauer Richard Schuetz | Domare: Stephan Bauer Richard Schuetz |

| 17 april 2010 19:00 | Ryssland | 4 − 5 (1−1, 0−2, 3−2) | Finland | Minsk Palace |

|  | | Matchsummering | | Åskådare: 3000                    |                                   |
|  | 7:47 - Galimov (Lyubimov, Arzamastsev) 50:09 - Kuznetsov 52:13 - Namestnikov (Kuznetsov, Barbashev) 59:11 - Barbashev (Antipin, Kuznetsov) |                | 1:55 - Granlund (Salomaki) 22:29 - Pulkkinen (Granlund, Donskoi) (PP) 26:16 - Pulkkinen (Donskoi) 53:14 - Makinen (Granlund) 57:48 - Asten (Teppo) (EN) | Domare: Maxim Sidorenko Pat Smith | Domare: Maxim Sidorenko Pat Smith |

| 17 april 2010 19:00 | Slovakien | 4 − 3 (1−0, 2−2, 1−1) | Lettland | Minsk Palace |

|  | | Matchsummering |                                                                                               | Åskådare: 3100                    |                                   |
|  | 13:50 - Simcak (Toman) (PP) 21:48 - Matousek (Krempasky) 34:32 - Toman (Cingel) 59:20 - Tvrdon (Marincin) |                | 39:36 - Girgensons (Straupe) 39:52 - Kuzmenkovs (Dilevka) 51:36 - Freibergs (Kuzmenkovs) (PP) | Domare: Scott Bokal Pehr Claesson | Domare: Scott Bokal Pehr Claesson |

| 18 april 2010 15:30 | Ryssland | 3 − 1 (3−1, 0−0, 0−0) | Slovakien | Minsk Palace |

|  | | Matchsummering |                                 | Åskådare: 3100                        |                                       |
|  | 00:39 - Nesterov N (Namestnikov) 05:54 - Gurkin (Berdnikov, Zheldakov) 17:53 - Gurkin (Berdnikov, Kuznetsov) |                | 15:08 - Matousek T(Krempasky B) | Domare: Stephan Bauer Richard Schuetz | Domare: Stephan Bauer Richard Schuetz |

| 18 april 2010 19:00 | Finland | 4 − 3 GWS (0−1, 1−2, 2−0, 0−0, 1−0) | Tjeckien | Minsk Palace |

|  | | Matchsummering |                                                         | Åskådare: 3000                    |                                   |
|  | 22:35 - Halinen (Granlund) 45:57 - Granlund (Donskoi, Pulkkinen (PP) 56:02 - Partanen (Salmivirta) 65:00 - Donskoi (GWG) |                | 1:19 - Holik 24:53 - Jank (Vachovec) (PP) 33:21 - Sekac | Domare: Scott Bokal Pehr Claesson | Domare: Scott Bokal Pehr Claesson |

### Nedflyttningsserie
|  | Lag som kvalificerar sig för toppdivisionen inför U18-VM i ishockey 2011 |
|  | Lag som förpassas till Division I inför U18-VM i ishockey 2011           |

| Lag         | SM | V | VÖ | FÖ | F | GM | IM | MS  | PNG |
| ----------- | -- | - | -- | -- | - | -- | -- | --- | --- |
| Kanada      | 3  | 3 | 0  | 0  | 0 | 20 | 6  | +14 | 9   |
| Slovakien   | 3  | 2 | 0  | 0  | 1 | 11 | 8  | +3  | 6   |
| Lettland    | 3  | 0 | 1  | 0  | 2 | 9  | 13 | -4  | 2   |
| Vitryssland | 3  | 0 | 0  | 1  | 2 | 8  | 21 | -13 | 1   |

#### Resultat
Följande matchresultat från grundserien tas med till nedflyttningsserien
- 17 april 2010:  Slovakien -  Lettland= 4-3

| 20 april 2010 19:00 | Slovakien | 5 − 1 (1−0, 2−1, 2−0) | Vitryssland | Bobruisk Arena |

|  | | Matchsummering |                                              | Åskådare: 6000                    |                                   |
|  | 0:19 - Trska (Simcak, Toman) 20:40 - Cingel (Simcak) 33:30 - Marincin (Murcek) 56:07 - Tvrdon (Bondra) 59:44 - Tvrdon (Bondra, Trska) (PP) |                | 38:48 - Ageyenko (Dalidovich, Skabelka) (PP) | Domare: Stephan Bauer Scott Bokal | Domare: Stephan Bauer Scott Bokal |

| 21 april 2010 19:00 | Kanada | 5 − 1 (2−0, 1−1, 2−0) | Lettland | Bobruisk Arena |

|  | | Matchsummering |                                         | Åskådare: 3200                    |                                   |
|  | 12:36 - Weal (Hamilton) 13:27 - Sgarbossa (Bournival, Desjardins) 26:11 - Bournival (Desjardins, Sgarbossa) 48:47 - McFarland (Weal, O'Connor) (PP2) 55:28 - Weal (Hamilton, Howden) |                | 39:42 - Siksna (Kuzmenkovs, Pelss) (PP) | Domare: Antti Boman Sami Partanen | Domare: Antti Boman Sami Partanen |

| 22 april 2010 15:30 | Kanada | 4 − 2 (4−0,0−1,0−1) | Slovakien | Bobruisk Arena |

|  |  |  |  |  |  |
|  |  |  |  |  |  |

| 22 april 2010 19:00 | Vitryssland | 4 − 5 (1−1,1−2,2−1,0−0,0−1) | Lettland | Bobruisk Arena |

|  |  |  |  |  |  |
|  |  |  |  |  |  |

### Finalserie
|  | Kvartsfinaler | Kvartsfinaler | Kvartsfinaler |  |  | Semifinaler | Semifinaler | Semifinaler |  |  | Final      | Final      | Final      |
|  |               |               |               |  |  |             |             |             |  |  |            |            |            |
|  |               |               |               |  |  | B1          | Finland     | 0           |  |  |            |            |            |
|  | A2            | USA           | 6             |  |  | A2          | USA         | 5           |  |  |            |            |            |
|  | B3            | Tjeckien      | 0             |  |  |             |             |             |  |  | A2         | USA        | 3          |
|  |               |               |               |  |  |             |             |             |  |  | A1         | Sverige    | 1          |
|  |               |               |               |  |  | A1          | Sverige     | 3           |  |  |            |            |            |
|  | B2            | Ryssland      | 4             |  |  | B2          | Ryssland    | 1           |  |  | Bronsmatch | Bronsmatch | Bronsmatch |
|  | A3            | Schweiz       | 3             |  |  |             |             |             |  |  | B1         | Finland    | 5          |
|  |               |               |               |  |  |             |             |             |  |  | B2         | Ryssland   | 1          |

#### Kvartsfinaler
| 20 april 2010 15:30 | USA | 6 − 0 (2−0, 3−0, 1−0) | Tjeckien | Minsk Palace |

|  | | Matchsummering |  | Åskådare: 3000                      |                                     |
|  | 13:34 - Saad (Zucker, Forbort) 15:56 - Czarnik (Grimaldi) 31:44 - Czarnik (Clendening, Watson) 36:53 - Shore (Balisy, Clendening) 37:13 - Czarnik (Brickley, Grimaldi) 43:36 - Rust (Watson, Shore) |                |  | Domare: Viktor Gashilov Jozef Kubus | Domare: Viktor Gashilov Jozef Kubus |

| 20 april 2010 19:00 | Ryssland | 4 − 3 (2−0, 1−0, 1−3) | Schweiz | Minsk Palace |

|  | | Matchsummering |                                                                                               | Åskådare: 3200                    |                                   |
|  | 05:45 - Kuznetsov 08:16 - Shalunov (Gurkin) 30:15 - Berdnikov (Stepanov, Kuznetsov) 42:16 - Berdnikov (Kuznetsov, Kartayev) |                | 55:07 - Schmutz (Kukan) 55:42 - Leuenberger (Martschini, Trutmann) 58:56 - Hofmann (Bartschi) | Domare: Maxim Sidorenko Pat Smith | Domare: Maxim Sidorenko Pat Smith |

#### Semifinaler
| 21 april 2010 15:30 | Finland | 0 − 5 (0−1, 0−2, 0−2) | USA | Minsk Palace |

|  |  | Matchsummering | | Åskådare: 1200                    |                                   |
|  |  |                | 05:44 - Shore (Saad) 26:19 - Nieto (Rust, Campbell) 39:59 - Clendening (Shore, Brickley) 49:22 - Shore (Faulk) 50:56 - Tinordi (Arnold, Nieto) | Domare: Maxim Sidorenko Pat Smith | Domare: Maxim Sidorenko Pat Smith |

| 21 april 2010 19:00 | Sverige | 3 − 1 (1−1, 0−0, 2−0) | Ryssland | Minsk Palace |

|  | | Matchsummering |                                  | Åskådare: 3150                    |                                   |
|  | 12:58 - Rensfeldt (Berglind, J. Larsson) (PP) 48:32 - A. Larsson (J. Larsson, Rensfeldt) (PP) 49:52 - Granlund (Vestin) |                | 8:07 - Kartayev (Kuznetsov) (PP) | Domare: Jozef Kubus Eduards Odins | Domare: Jozef Kubus Eduards Odins |

#### Match om femte plats
| 22 april 2010 19:00 | Tjeckien | 5 − 6 (0−1,4−4,1−1) | Schweiz | Minsk Palace |

|  |  |  |  |  |  |
|  |  |  |  |  |  |

#### Match om tredje plats
| 23 april 2010 15:00 | Finland | 5 − 1 (0−0,1−0,4−1) | Ryssland | Minsk Palace |

|  |  |  |  |  |  |
|  |  |  |  |  |  |

#### Finalmatch
| 23 april 2010 19:00 | USA | 3 − 1 (1−0,2−0,0−1) | Sverige | Minsk Palace |

|  |  |  |  |  |  |
|  |  |  |  |  |  |

### Slutresultat
| U18-VM 2010 | U18-VM 2010 |
| ----------- | ----------- |
| Guld        | USA         |
| Silver      | Sverige     |
| Brons       | Finland     |
| 4.          | Ryssland    |
| 5.          | Schweiz     |
| 6.          | Tjeckien    |
| 7.          | Kanada      |
| 8.          | Slovakien   |
| 9.          | Lettland    |
| 10.         | Vitryssland |

## Division I
Grupp A spelades i Herning, Danmark under perioden 12 till 18 april 2010. Grupp B spelades i Gdańsk, Polen mellan 11 och 17 april 2010.

### Grupp A
| Lag       | SM | V | VÖ | FÖ | F | GM | IM | DIF | PNG |
| --------- | -- | - | -- | -- | - | -- | -- | --- | --- |
| Norge*    | 5  | 4 | 0  | 0  | 1 | 33 | 15 | 18  | 12  |
| Danmark   | 5  | 4 | 0  | 0  | 1 | 34 | 14 | 20  | 12  |
| Japan     | 5  | 3 | 0  | 0  | 2 | 27 | 25 | 2   | 9   |
| Frankrike | 5  | 3 | 0  | 0  | 2 | 21 | 21 | 0   | 9   |
| Sydkorea  | 5  | 0 | 1  | 0  | 4 | 18 | 45 | -27 | 2   |
| Österrike | 5  | 0 | 0  | 1  | 4 | 12 | 25 | -13 | 1   |

- Inbördes möte avgör placering. Norge vann över Danmark med 5-4.

 Norge flyttas upp till toppdivisionen inför U18-VM i ishockey 2011.  Österrike flyttas ned till Division II inför U18-VM i ishockey 2011

### Grupp B
| Lag            | SM | V | VÖ | FÖ | F | GM | IM | DIF | PNG |
| -------------- | -- | - | -- | -- | - | -- | -- | --- | --- |
| Tyskland       | 5  | 5 | 0  | 0  | 0 | 51 | 2  | 49  | 15  |
| Ungern         | 5  | 3 | 0  | 1  | 1 | 19 | 17 | 2   | 10  |
| Polen          | 5  | 3 | 0  | 0  | 2 | 21 | 21 | 0   | 9   |
| Kazakstan      | 5  | 2 | 0  | 0  | 3 | 9  | 16 | -7  | 6   |
| Storbritannien | 5  | 1 | 1  | 0  | 3 | 13 | 24 | -11 | 5   |
| Litauen        | 5  | 0 | 0  | 0  | 5 | 6  | 39 | -33 | 0   |

 Tyskland flyttas upp till toppdivisionen inför U18-VM i ishockey 2011.  Litauen flyttas ned till Division II inför U18-VM i ishockey 2011

## Division II
Grupp A avgjordes i Narva i Estland mellan den 13 till 19 mars 2010. Grupp B spelades i Kiev, Ukraina, under dagarna 22 till 28 mars 2010.

### Grupp A
| Lag      | SM | V | VÖ | FÖ | F | GM | IM | DIF | PNG |
| -------- | -- | - | -- | -- | - | -- | -- | --- | --- |
| Italien  | 5  | 5 | 0  | 0  | 0 | 55 | 3  | 52  | 15  |
| Rumänien | 5  | 3 | 0  | 1  | 1 | 22 | 23 | -1  | 10  |
| Kroatien | 5  | 1 | 3  | 0  | 1 | 20 | 16 | 4   | 9   |
| Serbien  | 5  | 1 | 0  | 1  | 3 | 11 | 19 | -8  | 4   |
| Estland  | 5  | 1 | 0  | 1  | 3 | 17 | 32 | -15 | 4   |
| Island   | 5  | 1 | 0  | 0  | 4 | 12 | 44 | -32 | 3   |

 Italien flyttas upp till Division I inför U18-VM i ishockey 2011.  Island flyttas ned till Division III inför U18-VM i ishockey 2011

### Grupp B
| Lag           | SM | V | VÖ | FÖ | F | GM | IM | DIF | PNG |
| ------------- | -- | - | -- | -- | - | -- | -- | --- | --- |
| Slovenien     | 5  | 5 | 0  | 0  | 0 | 63 | 4  | 59  | 15  |
| Ukraina       | 5  | 4 | 0  | 0  | 1 | 26 | 3  | 23  | 12  |
| Spanien       | 5  | 2 | 1  | 0  | 2 | 17 | 22 | -5  | 8   |
| Nederländerna | 5  | 2 | 0  | 1  | 2 | 14 | 27 | -13 | 7   |
| Belgien       | 5  | 0 | 1  | 0  | 4 | 7  | 41 | -34 | 2   |
| Australien    | 5  | 0 | 0  | 1  | 4 | 7  | 37 | -30 | 1   |

 Slovenien flyttas upp till Division I inför U18-VM i ishockey 2011.  Australien flyttas ned till Division III inför U18-VM i ishockey 2011

## Division III
Grupp A gick av stapeln i Erzurum i Turkiet mellan 8 och 14 mars 2010. Grupp B avgjordes i Monterrey, Mexiko mellan den 14 och 20 mars 2010.

### Grupp A
| Lag       | SM | V | VÖ | FÖ | F | GM | IM | DIF | PNG |
| --------- | -- | - | -- | -- | - | -- | -- | --- | --- |
| Kina      | 4  | 4 | 0  | 0  | 0 | 53 | 11 | 42  | 12  |
| Turkiet   | 4  | 2 | 1  | 0  | 1 | 33 | 13 | 20  | 8   |
| Taiwan    | 4  | 2 | 0  | 0  | 2 | 30 | 18 | 12  | 6   |
| Bulgarien | 4  | 1 | 0  | 1  | 2 | 24 | 22 | 2   | 4   |
| Mongoliet | 4  | 0 | 0  | 0  | 4 | 2  | 78 | -76 | 0   |

 Kina flyttas upp till Division II inför U18-VM i ishockey 2011

### Grupp B
| Lag         | SM | V | VÖ | FÖ | F | GM | IM | DIF | PNG |
| ----------- | -- | - | -- | -- | - | -- | -- | --- | --- |
| Nya Zeeland | 4  | 4 | 0  | 0  | 0 | 26 | 16 | 10  | 12  |
| Mexiko      | 4  | 3 | 0  | 0  | 1 | 15 | 11 | 4   | 9   |
| Sydafrika   | 4  | 1 | 1  | 0  | 2 | 15 | 14 | 1   | 5   |
| Israel      | 4  | 1 | 0  | 1  | 2 | 21 | 16 | 5   | 4   |
| Irland      | 4  | 0 | 0  | 0  | 4 | 6  | 26 | -20 | 0   |

 Nya Zeeland flyttas upp till Division II inför U18-VM i ishockey 2011